# Cobimétinib
Le cobimétinib est une molécule inhibitrice du MEK qui est utilisée comme médicament contre certains cancers.

## Usage médical
C'est un médicament utilisé pour traiter le mélanome. Plus précisément, il est utilisé pour les maladies avancées avec la mutation du gène BRAF V600E ou V600K. Il est utilisé avec le vémurafénib et se prend par voie orale.

## Effets secondaires
Les effets secondaires courants comprennent la diarrhée, les éruptions cutanées, les nausées, la fièvre, les coups de soleil, les problèmes hépatiques ou les lésions musculaires. D'autres effets secondaires peuvent inclure des saignements, des lésions cardiaques et une occlusion de la veine rétinienne. L'utilisation pendant la grossesse peut nuire au fœtus.

## Histoire
Le cobimétinib a été approuvé pour un usage médical aux États-Unis et en Europe en 2015,. Au Royaume-Uni, un traitement de 4 semaines coûte au NHS environ 4 275 livres sterling à partir de 2021. Ce montant aux États-Unis est d'environ 7 300 dollars américain.